# Tyska militärbordeller under andra världskriget

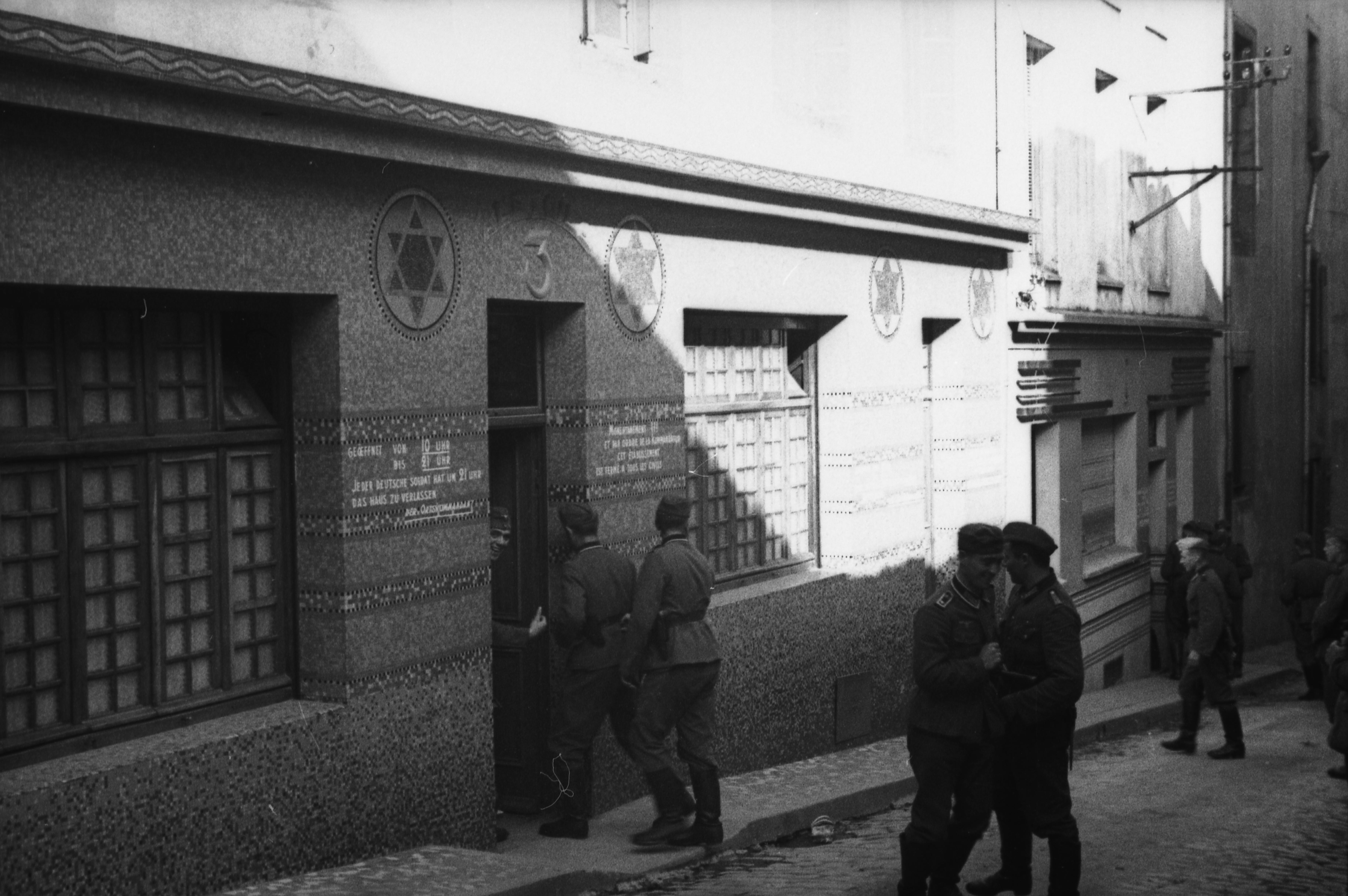
Tyska soldater besöker en militärbordell i Brest i det ockuperade Frankrike, 1940. Bordellen är inrymd i en före detta synagoga.

Tyska militärbordeller under andra världskriget inrättades av Nazityskland i större delen av det ockuperade Europa avsedda för soldater ur Wehrmacht och SS.  Omkring 500 militärbordeller var i funktion i det tyskockuperade Europa fram till år 1942.
Dessa bordeller inrättades under överinseende av Wehrmacht i konfiskerade byggnader som till exempel hotell. Bordellernas personal bestod i många fall av flickor och kvinnor som kidnappats i gaturazzior i framförallt Östeuropa av tysk militär och polis i operationer som i Polen kallades łapanka och i Frankrike rafle. Åtminstone 34 140 kvinnor uppskattas ha tvingats in i prostitution i militärbordellerna tillsammans med sina motsvarigheter i Lägerbordeller i tyska koncentrationsläger.